# Мартин Алмагро Горбеа
Мартин Алмагро Горбеа (Барселона, 5. јануар 1946), шпански је праисторичар и археолог.
Горбеа је син археолога Мартина Алмагра Баша. Докторирао је историју на Универзитету Комплутенсе у Мадриду (изванредна награда), са тезом коју је надгледао његов отац. Био је професор праисторије на истом универзитету до пензионисања 2016. године, и вечити је антиквар Краљевске историјске академије. Његова главна специјалност је протоисторија Пиринејског полуострва и Западне Европе.

## Каријера
Мартин Алмагро је докторирао историју на Универзитету Комплутенсе у Мадриду, где је радио као ванредни професор од 1968. до 1976. године, а постао је редовни професор 1981. Пре тога, био је професор и директор Одсека за археологију на Универзитету у Валенсији, 1976-1980. године, а током тог периода је основао и уређивао часопис Сагунтум. Радио је као секретар Шпанског института за праисторију у Шпанском националном истраживачком савету од 1970. до 1979. и као директор Шпанске школе историје и археологије у Риму од 1979. до 1983. Оснивач је и уредник Комплутум, часописа који издаје Комплутенсе Универзитет у Мадриду.
Дописни је сарадник Немачког археолошког института и страни дописни сарадник Националног друштва антиквара Француске, између осталих позиција. Мартин Алмагро је члан Краљевске историјске академије, где је изабран на доживотно место званичног антиквара 1995. године, што је преузео 17.11.1996. године.
Алмагро Горбеа је био и директор Археолошког музеја Ибице 1969-1970. године и кустос Одељења за праисторију у Народном археолошком музеју од 1970. до 1976. године, у који се као директор вратио 1998. године. Током година на челу ове институције, његови напори су били усмерени на стицање јавног признања за музеј као истраживачке установе.
Бави се раном историјом Пиринејског полуострва и западне Европе, Тартешанима, иберијским и келтским, етногенезом, процесом акултурације, музеологијом, ископавањем и културном баштином.

### Остало
- Академик Академије уметности и историје Сан Дамаса, његово инаугурационо предавање је било „España desde la prehistoria”.[3]
- Члан Сталног савета Међународне заједнице праисторијских и протоисторијских наука (International Union of Prehistoric and Protohistoric Sciences).
- Члан Краљевског баскијског друштва пријатеља земље.

## Часописи и публикације
Оснивач-директор часописа Комплутум, Универзитет Комплутенсе у Мадриду, Сагунтум Универзитета у Валенсији и тренутно води Шпанску археолошку библиотеку, Шпанску антикварницу, Каталог Кабинета антиквитета и Библиотеку шпанске нумизматике Краљевске историјске академије.

## Књиге
- 'Los orígenes de los vascos'. ISBN 978-84-89318-11-3.. Martín Almagro Gorbea (aut.). DELEGACIÓN EN CORTE. Departamento de Publicaciones, 2008.
- 'La necrópolis de Medellín. I-III'. ISBN 978-84-95983-88-6. (Bibliotheca Archaeologica Hispana 26,1-3) Madrid, 2006-2008. (editor, director y coauthor con J. Jiménez Ávila, A. J. Lorrio, A. Mederos y M. Torres).
- 'Medallas Españolas. Catálogo del Gabinete de Antigüedades de la Real Academia de la Historia.'. ISBN 84-95983-68-0. Madrid, 2005 (695 p. + 32 láms.) (editor y coautor con Mª Cruz Pérez Alcorta y T. Moneo).
- 'Prehistoria. Antigüedades Españolas I. Real Academia de la Historia, Catálogo del Gabinete de Antigüedades.'. ISBN 84-95983-46-X. Madrid, 2004, 451 p. (editor y coautor con D. Casado, F. Fontes, A. Mederos, y M. Torres).
- Segobriga. Guía del Parque Arqueológico. Madrid 55 p. (con Juan Manuel Abascal y Rosario Cebrián)
- Epigrafía Prerromana. Real Academia de la Historia, Catálogo del Gabinete de Antigüedades, Madrid, 2003, 544 p.
- 'Santuarios urbanos en el mundo ibérico'. ISBN 84-89512-58-2.. Martín Almagro Gorbea, Teresa Moneo. Real Academia de la Historia, 2000.
- 'Las fíbulas de jinete y de caballito: aproximación a las élites ecuestres y su expansión en la Hispania céltica'. ISBN 84-7820-466-0.. Martín Almagro Gorbea, Mariano Torres Ortiz. Institución Fernando el Católico, 1999.
- El rey-lobo de La Alcudia de Ilici. Alicante, 1999. 52 p. MU-2383-1999
- 'Las fíbulas de jinete y de caballito'. ISBN 84-7820-466-0.: aproximación a las élites ecuestres y su expansión en la Hispania céltica. Martín Almagro Gorbea, Mariano Torres Ortiz. Institución Fernando el Católico, 1999.
- 'Segóbriga y su conjunto arqueológico'. ISBN 84-89512-29-9.. Martín Almagro Gorbea, Juan Manuel Abascal Palazón. Real Academia de la Historia, 1999.
- 'Archivo del Gabinete de Antigüedades: catálogo e índices'. ISBN 84-89512-27-2.. Martín Almagro Gorbea, Jesús R. Alvarez Sanchís. Real Academia de la Historia, 1998.
- Excavaciones en el cerro Ecce Homo: (Alcalá de Henares, Madrid). Martín Almagro Gorbea, Dimas Fernández-Galiano. Madrid: Diputación Provincial. Servicios de Extensión Cultural y Divulgación, D.L. 1980. ISBN 84-500-4028-5  84-500-4028-5 неважећи
- 'El bronce final y el periodo orientalizante en Extremadura'. ISBN 84-00-03737-5.. Martín Almagro Gorbea. Madrid: Consejo Superior de Investigaciones Científicas. Instituto Español de Prehistoria, 1977.
- Los campos de túmulos de Pajaroncillo (Cuenca). Excavaciones Arqueológicas en España 83, Madrid 1974, 131 pág.
- La necrópolis de "Las Madrigueras". Carrascosa del Campo (Cuenca) (Bibliotheca Praehistorica Hispana X). Madrid, 1969. 165 p.
- Estudios de Arte rupestre Nubio. I. Sites in East Nile riverside, Nag Kolorodna and Kars Ibrim. (Memorias de la Misión Arqueológica Española en Egipto X), Madrid 1968 (with M. Almagro).